# ハインリヒ1世 (オーストリア辺境伯)
ハインリヒ1世（ドイツ語：Heinrich I., ? - 1018年6月23日）は、オーストリア辺境伯（在位：994年 - 1018年）。強伯（der Starke）といわれる。

## 生涯
ハインリヒは初代オーストリア辺境伯レオポルト1世とリヒャルディス・フォン・ズアラフェルトガウの間の息子である。996年にハインリヒが辺境伯位についたとき、ビザンベルクからマルヒ川の間の土地にはまだドイツ人が定住していなかった。1002年、皇帝ハインリヒ2世は、2か所の領地をハインリヒにあたえた。ウィーンの南西の18平方マイルの地と、カンプ川とマルヒ川の間の22ハイドの地である。両方の地とも辺境にあり、前者はハンガリー人の、後者はポーランド人の土地であった。ハインリヒは北から最も大きな脅威に直面していた。999年のボヘミア公ボレスラフ2世の死後、東方辺境領の北部はボレスラフ2世の後継者ボレスラフ3世の残虐行為により不安定になっていたが、ボレスラフ3世はすぐにポーランド公ボレスワフ1世に敗北し、ボレスワフ1世がボヘミア、モラヴィアおよびスロヴァキアの公となった。
ボレスワフ1世は1002年にラウジッツ辺境伯領およびマイセン辺境伯領とバウツェンおよびマイセンの町を手に入れた後、手に入れた土地から皇帝に敬意を表するのを拒んだ。皇帝ハインリヒ2世はリューティチ族と同盟を結び、1003年に攻撃を行い、1004年秋までにボレスワフ1世をボヘミア公位から退位させた。しかし、ボレスワフ1世は1018年までモラヴィアおよびスロヴァキアにおいて権力を維持し、東部地域において脅威であり続けた。1015年および1017年に、ボレスワフ1世は東方辺境領を攻撃し、二度ともハインリヒ1世の軍に敗北を喫した。ボレスワフ1世に二度目に勝利してまもない1018年6月23日、ハインリヒ1世は、「鎧を着たまま」死去したという。

## 「オーストリア」文書

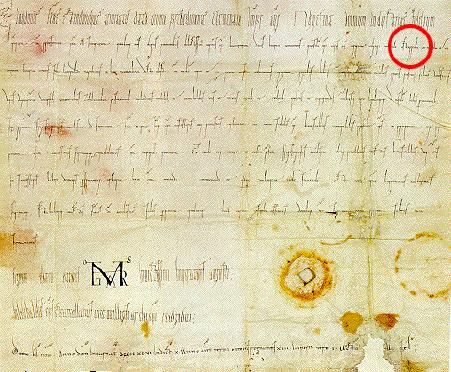
オーストリアの名がラテン語の「Ostarrîchi」で初めて確認できる996年の文書

ハインリヒ1世が辺境伯であった時代に、皇帝オットー3世は996年11月1日にブルッフザールにおいてフライジング司教ゴットシャルク・フォン・ハーゲナウにあてて文書を発行した。初めて「Ostarrîchi」－オーストリアの語源－が確認できることから、その語が示す地域が比較的狭い領域であったとしても、この文書は歴史的重要性を持つ。この文書は、「方言でOstarrîchiと言われている地域」の寄進に関することで、ノイホーフェン・アン・デア・イップスの地域と記述されている。皇帝はこの地をフライジングの修道院に封土として寄進した。周辺の土地や町は、後に修道院が手に入れることになるが、オーストリアに併合される1803年まで修道院が保持した。この文書は現在はミュンヘンのバイエルン公文書保管所に保管されている。